# Азид лития
Ази́д ли́тия — неорганическое вещество с формулой LiN3, соль лития и азотистоводородной кислоты, белое гигроскопическое кристаллическое вещество, взрывоопасно. Образует кристаллогидрат LiN3•H2O.
Токсичен.
Применяется в органическом синтезе.

## Получение
- Азид лития получают обменной реакцией в водно-спиртовом растворе из азида натрия:

{\displaystyle {\mathsf {2NaN_{3}+Li_{2}SO_{4}\ {\xrightarrow {\ }}\ 2LiN_{3}+Na_{2}SO_{4}}}}
- Действием металлического лития на аммиачный раствор азида аммония:

{\displaystyle {\mathsf {2Li+2NH_{4}N_{3}\ {\xrightarrow {\ }}\ 2LiN_{3}+2NH_{3}+H_{2}\uparrow }}}
- Непосредственным взаимодействием гидроокиси лития и азотистоводородной кислоты:

{\displaystyle {\mathsf {LiOH+HN_{3}\ {\xrightarrow {\ }}\ LiN_{3}+H_{2}O}}}

## Физические свойства
Азид лития — бесцветные, анизотропные блестящие игольчатые кристаллы, часто образуют веерообразные сростки. Кристаллизуется в моноклинной кристаллической структуре, пространственная группа C2/m.
Из водных растворов азид лития выделяется в виде кристаллогидратов LiN3•H2O.
Хорошо растворяется в воде, причём растворимость резко возрастает при нагревании. Растворим в спирте и нерастворим в диэтиловом эфире.
Азид лития взрывоопасен, из азидов щелочных металлов наиболее чувствителен к механическим воздействиям.

## Химические свойства
- Азид лития при нагревании разлагается со взрывом:

{\displaystyle {\mathsf {2LiN_{3}\ {\xrightarrow {<298^{o}C}}\ 2Li+3N_{2}\uparrow }}}

## Применение
- Азид лития используется в органическом синтезе в качестве азидирующего агента, однако его взрывоопасность сильно затрудняет его промышленное применение.